# 护卫战车57

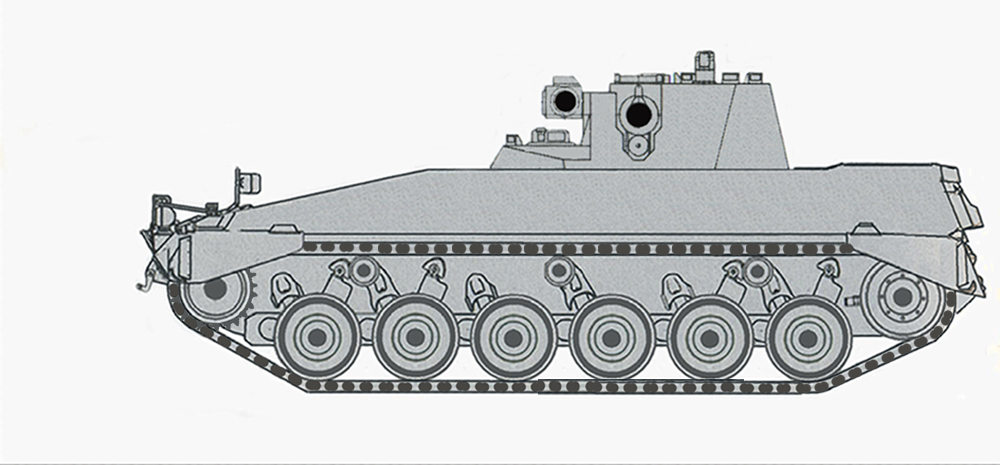
炮塔位于9点钟方向的侧视图

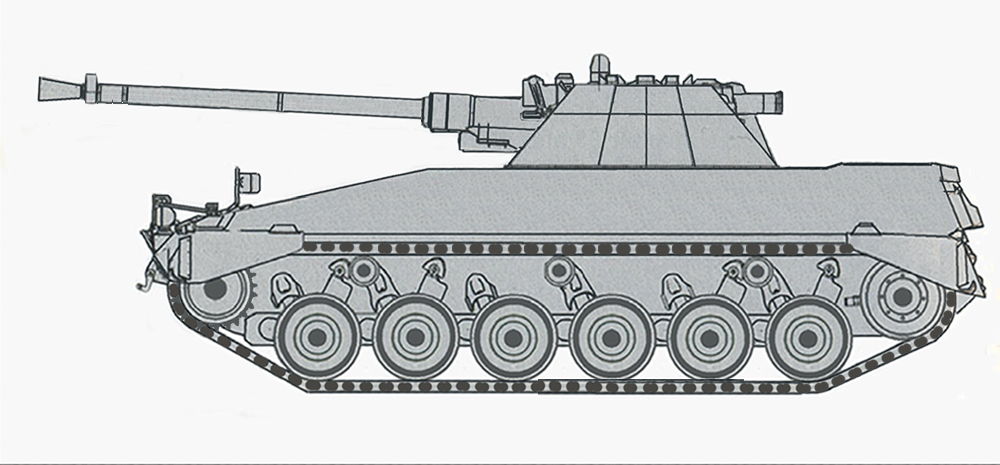
护卫战车57的侧视图

护卫战车57（Begleitpanzer）AIFSV（装甲步兵火力支援车，英文：Armored Infantry Fire Support Vehicle）是蒂森亨舍尔和博福斯两家公司合作的一个项目。只有制造了一辆原型车。在70年代中期，当时的蒂森亨舍尔和博福斯开始在没有政府授权的情况下开发步兵坦克，因为他们认为，现今缺乏良好的轻型火力支援平台。该车于1977年11月首次推出。然而，由于潜在买家缺乏兴趣，该项目也就没有进行下去了。

## 描述
护卫战车57使用了与黄鼠狼步兵战车一样的车体作为底盘，并拆除了基本上全部适配步兵战斗的部件，例如车体射击窗口、后置机枪、后挡板和车体后部的成员上下仓都被拆除，以容纳更大的炮塔和相关设备。炮塔的左侧也就是车长的舱口，带有观瞄和有垂稳的潜望镜。在炮塔的右侧，有点类似于黄鼠狼的炮塔，是一个陶式反坦克导弹的发射架与包括炮手的舱口。炮手的观瞄带有热成像系统的望远镜、激光测距仪。导弹则是以瞄准线半自动指令方式制导。主炮是一门博福斯57mm/L70 Mk.1型舰炮，俯仰角为-8°到+45°，车体内备有主炮的96发备弹和6枚反坦克导弹，其中48发位于待发弹药架，配备有自动装弹机。